# Мейсон (Техас)
Мейсон (англ. Mason) — город в США, расположенный в центральной части штата Техас, административный центр одноимённого округа. По данным переписи за 2010 год число жителей составляло 2114 человек, по оценке Бюро переписи США в 2015 году в городе проживало 2139 человек.

## История
Первые поселенцы на территории будущего города приехали в 1846 году. Город вырос вокруг крепости Форт-Мейсон, основанной в 1851 году и названной в часть одного из военных начальников Техаса. Жители региона старались поселиться ближе к форту, чтобы в случае набега команчей спрятаться в его стенах. В 1958 году было открыто почтовое отделение, а из названия поселения исчезло слово «Форт». В 1861 году форт сдался Конфедерации, однако его так и не использовали в военных действиях. 20 мая 1961 года жители округа выбрали Мейсон административным центром. В 1866 году крепость снова была занята федеральными войсками. Это привело к увеличению численности города, федеральные власти провели первую в регионе телеграфную линию, которой могли пользоваться жители города. Однако, уже в 1868 году крепость была окончательно оставлена. Местные жители разобрали оборудование и стены форта на строительные материалы, практически не оставив следов от сооружения. 26 августа 1869 года прошло повторное голосование, подтвердившее статус Мейсона как столицы округа.
Старейшей церковью в городе стала лютеранская церковь, основанная 15 февраля 1872 года. В том же году, была основана баптистская церковь. С 1877 года стала выходить газета, «Item», позже сменившая название на «Mason News», а затем «Mason County News». В 1887 году засуха в регионе заставила местные власти обратиться к федеральному правительству за помощью, однако засуха не сильно отразилась на экономике города. Первая электростанция в городе появилась в 1898 году, к 1925 году электричество стало доступно для населения. Засушливые периоды 1940-х и 1950-х годов помогли городу построить муниципальный водопровод, уменьшив зависимость населения от частных колодцев.
К 1923 году город являлся крупнейшим в Техасе без железной дороги, однако с увеличением роли автомобилей и после строительства автомагистрали, необходимость в ней практически отпала. В 1930-х годах к городу было проведено сразу несколько магистралей. В 1970-х годах рядом с Мейсоном был построен муниципальный аэропорт. В 1945 году город принял устав ни начал формировать органы местного управления.

## География
Мейсон находится в центральной части округа, его координаты: 30°44′52″ с. ш. 99°13′43″ з. д..
Согласно данным бюро переписи США, площадь города составляет около 9,5 км2, из которых 9,4 км2 занято сушей, а 0,1 км2 — водная поверхность.

### Климат
Согласно классификации климатов Кёппена, в Мейсоне преобладает влажный субтропический климат (Cfa).
| Показатель                    | Янв.  | Фев.  | Март  | Апр. | Май  | Июнь | Июль | Авг. | Сен. | Окт. | Нояб. | Дек.  | Год   |
| ----------------------------- | ----- | ----- | ----- | ---- | ---- | ---- | ---- | ---- | ---- | ---- | ----- | ----- | ----- |
| Абсолютный максимум, °C       | 31,1  | 37,8  | 36,7  | 37,8 | 40,6 | 42,2 | 41,7 | 42,8 | 42,2 | 37,8 | 33,9  | 31,1  | 42,8  |
| Средний суточный максимум, °C | 15,5  | 17,3  | 21,6  | 26,2 | 29,1 | 32,7 | 34,5 | 34,7 | 31,4 | 26,3 | 20,7  | 16,6  | 25,6  |
| Средняя температура, °C       | 7,6   | 9,6   | 13,9  | 18,6 | 22,3 | 26   | 27,4 | 27,3 | 24,2 | 18,8 | 13,1  | 8,8   | 18,1  |
| Средний суточный минимум, °C  | 0,1   | 1,9   | 6,2   | 11,1 | 15,7 | 19,3 | 20,4 | 20   | 17   | 11,2 | 5,6   | 1     | 10,8  |
| Абсолютный минимум, °C        | −14,4 | −16,1 | −11,7 | −3,9 | 2,2  | 7,8  | 12,2 | 10,6 | 2,2  | −3,3 | −10   | −16,1 | −16,1 |
| Норма осадков, мм             | 32    | 43    | 41    | 59   | 91   | 80   | 53   | 60   | 78   | 63   | 41    | 27    | 670   |
| Источник: weatherbase.com     |       |       |       |      |      |      |      |      |      |      |       |       |       |

## Население
Согласно переписи населения 2010 года в городе проживало 2114 человек, было 933 домохозяйства и 582 семьи. Расовый состав города: 90,1 % — белые, 0,6 % — афроамериканцы, 0,3 % — коренные жители США, 0,2 % — азиаты, 0,0 % (0 человек) — жители Гавайев или Океании, 7,3 % — другие расы, 1,5 % — две и более расы. Число испаноязычных жителей любых рас составило 33 %.
Из 933 домохозяйств, в 27,2 % живут дети младше 18 лет. 45,9 % домохозяйств представляли собой совместно проживающие супружеские пары (13,3 % с детьми младше 18 лет), в 12,2 % домохозяйств женщины проживали без мужей, в 4,3 % домохозяйств мужчины проживали без жён, 37,6 % домохозяйств не являлись семьями. В 34,6 % домохозяйств проживал только один человек, 19,4 % составляли одинокие пожилые люди (старше 65 лет). Средний размер домохозяйства составлял 2,26 человека. Средний размер семьи — 2,9 человека.
Население города по возрастному диапазону распределилось следующим образом: 25,6 % — жители младше 20 лет, 17,8 % находятся в возрасте от 20 до 39, 33,2 % — от 40 до 64, 23,5 % — 65 лет и старше. Средний возраст составляет 46 лет.
Согласно данным опросов пяти лет с 2011 по 2015 годы, средний доход домохозяйства в Мейсоне составляет 28 685 долларов США в год, средний доход семьи — 36 685 долларов. Доход на душу населения в городе составляет 16 306 долларов. Около 17,9 % семей и 24,8 % населения находятся за чертой бедности. В том числе 35,3 % в возрасте до 18 лет и 23,2 % в возрасте 65 и старше.

## Местное управление
Управление городом осуществляется мэром и городской комиссией, четыре члена которой избираются по округам.

## Инфраструктура и транспорт
Через Мейсон проходят автомагистрали США 87 и 377, а также автомагистраль 29 штата Техас.
В городе располагается аэропорт округа Мейсон. Аэропорт располагает одной взлётно-посадочной полосой длиной 1133 метра. Ближайшими аэропортами, выполняющими коммерческие пассажирские рейсы, являются региональный аэропорт Сан-Анджело и Международный аэропорт Сан-Антонио. Региональный аэропорт Сан-Анджело Виктории находится примерно в 175 километрах к северо-западу от Мейсона. Международный аэропорт Сан-Антонио находится примерно в 175 километрах к югу.

## Образование
Город обслуживается независимым школьным округом Мейсон.

## Экономика
Согласно бюджету города за 2016-2017 отчётный год, доходы города в 2016 году составили $3,35 млн., а расходы $3,07 млн.

## Отдых и развлечения
В городе располагается глиняный дом-музей, пещеры, в которых живут летучие мыши, музей в отреставрированном форте Мейсон. Неподалёку от города находится исторический ручей Гамел-Спринг, водами которого наполняется городской бассейн. В музее на главной площади Мейсона выставлен крупнейший драгоценный топаз, большую часть времени выставлявшийся в Смитсоновском институте. Топаз был найден на территории округа.
Ежегодно в городе проводится ярмарка и родео округа Мейсон.